# Jan Ostrowski (historyk)

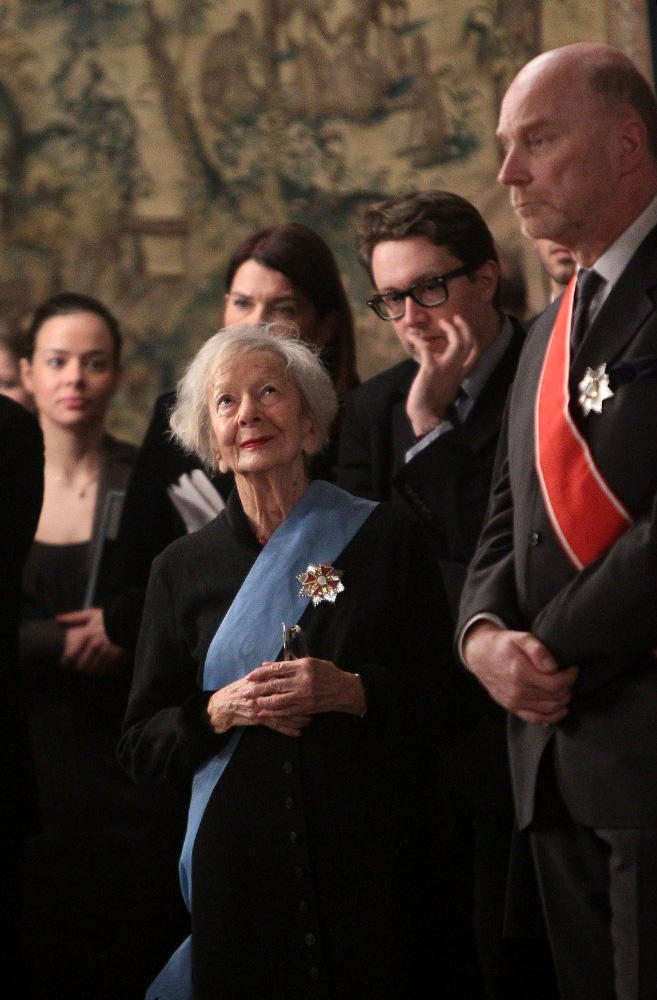
Od prawej: Jan Ostrowski, Michał Rusinek i Wisława Szymborska podczas uroczystości wręczenia odznaczeń ludziom kultury na Wawelu 17 stycznia 2011

Jan Juliusz Ostrowski (ur. 12 czerwca 1947 w Krakowie) – polski historyk sztuki i nauczyciel akademicki, profesor nauk humanistycznych, dyrektor Zamku Królewskiego na Wawelu – Państwowych Zbiorów Sztuki (1989–2020), prezes Polskiej Akademii Umiejętności (od 2018).

## Życiorys
Pochodzi z rodziny Ostrowskich pieczętującej się herbem Rawicz.
Ukończył II Liceum Ogólnokształcące im. Króla Jana III Sobieskiego w Krakowie. W 1970 ukończył historię sztuki na Uniwersytecie Jagiellońskim. W 1972 doktoryzował się na uniwersytecie w Nancy, w 1974 nostryfikowany jako doktorat nauk humanistycznych na UJ. W 1982 habilitował się na macierzystej uczelni, tytuł profesora nauk humanistycznych otrzymał w 1992. Odbył liczne staże w instytucjach badawczych i naukowych, m.in. w Londynie, Monachium, Princeton, Berkeley i Cambridge.
W latach 1973–2018 prowadził pracę dydaktyczną w Instytucie Historii Sztuki UJ. W latach 1999–2000 wykładał jako profesor wizytujący na Wolnym Uniwersytecie Berlińskim. W latach 1989–2020 był dyrektorem Zamku Królewskiego na Wawelu. W ciągu 30 lat kierowania tą instytucją doprowadził do kompleksowej konserwacji jego substancji zabytkowej i unowocześnienia działalności instytucji zgodnie ze standardami światowymi. Współorganizował liczne wystawy na Wawelu i za granicą (USA, Kanada, Japonia, Włochy).
W 1990 został wiceprzewodniczącym Społecznego Komitetu Odnowy Zabytków Krakowa. Był członkiem Rady do Spraw Muzeów, Centralnej Komisji do Spraw Stopni i Tytułów, Komitetu Nauk o Sztuce PAN. W latach 1998–2002 z ramienia Unii Wolności był radnym i wiceprzewodniczącym Sejmiku Województwa Małopolskiego I kadencji. W 2010 został członkiem korespondentem, a w 2015 członkiem czynnym Polskiej Akademii Umiejętności. W 2018 został wybrany na jej prezesa (uzyskał następnie reelekcję na tę funkcję).
Jego badania obejmują sztukę wieków XIV–XX ze szczególnym naciskiem na okres baroku i romantyzmu. Jest autorem ponad 300 publikacji naukowych, popularnonaukowych i eseistycznych, w tym kilkunastu książek. Zainicjował i prowadził program inwentaryzacji zabytków sztuki sakralnej na Kresach Wschodnich. W latach 1993–2015 pod jego redakcją i ze znacznym udziałem autorskim ukazały się 23 tomy inwentarza pt. Materiały do dziejów sztuki sakralnej na ziemiach wschodnich dawnej Rzeczypospolitej  (program jest kontynuowany według ustalonej przez niego metody i pod jego ogólnym kierownictwem).

## Odznaczenia i wyróżnienia
Ordery i odznaczenia
- Krzyż Wielki Orderu Odrodzenia Polski (2010, w uznaniu wybitnych zasług dla kultury narodowej, za osiągnięcia w działalności na rzecz rozwoju muzealnictwa oraz krzewienia tradycji polskich)[15]
- Krzyż Komandorski z Gwiazdą Orderu Odrodzenia Polski (2000)[16]
- Krzyż Komandorski Orderu Odrodzenia Polski (1994)[17]
- Złoty Medal „Zasłużony Kulturze Gloria Artis” (2005)[18]
- Medal Komisji Edukacji Narodowej (2012)
- Odznaka Honorowa „Bene Merito” (2012)
- Odznaka Honorowa za Naukę i Sztukę I klasy (Austria, 2003)[19]
- Order Narodowy Zasługi V Klasy (Francja, 2004)
- Krzyż Oficerski Orderu „Za Zasługi dla Litwy” (Litwa, 2006)[20]
- Order Gwiazdy Włoch III klasy (Włochy, 2006)[21]
- Legia Honorowa V klasy (Francja, 2011)[22]
- Krzyż Oficerski Orderu Świętego Karola (Monako, 2012)[23]
- Złota Odznaka Honorowa Województwa Małopolskiego – Krzyż Małopolski (2017)[24]
- Brązowy Medal Cracoviae Merenti (2021)[25]

Nagrody i wyróżnienia
- Nagroda Krakowska Książka Miesiąca za publikację Mistrzowie malarstwa polskiego (grudzień 1996)[26]
- Nagroda im. prof. Aleksandra Gieysztora (2008)
- Nagroda Miasta Krakowa (2010)[27]
- Złoty Medal „Plus ratio quam vis” (2018)[28]

## Wybrane publikacje
- Anton van Dyck, Warszawa 1980.
- Van Dyck et la peinture génoise du XVII e siècle, Kraków 1981.
- Piotr Michałowski, Warszawa 1985.
- Pięć studiów o Piotrze Michałowskim, Kraków 1988, ISBN 83-08-1-2763-0.
- Die polnische Malerei vom Ende des 18. Jahrhunderts bis zum Beginn der Moderne, Monachium 1989, ISBN 978-3-422-06035-7.
- Materiały do dziejów sztuki sakralnej na ziemiach wschodnich dawnej Rzeczypospolitej, cz. I. Kościoły i klasztory rzymskokatolickie dawnego województwa ruskiego, t. 1–23 (red., współautor, wstępy), Kraków 1993–2015.
- Mistrzowie malarstwa polskiego, Kraków 1996, ISBN 978-83-86328-61-1.
- Lwów. Dzieje i sztuka, Kraków 1997, ISBN 978-83-7052-704-4.
- Podhorce. Dzieje wnętrz pałacowych i galerii obrazów (współautor z Jerzym Petrusem), Kraków 2001, ISBN 83-908-491-5-1.
- Barok – romantyzm – kresy, Warszawa-Bellerive-sur-Allier 2017, ISBN 978-83-286-0015-7; ISBN 979-10-95627-30-2.
- Pomiędzy powstaniem a emigracją. Podgórski szkicownik Piotra Michałowskiego z r. 1832 (współautor z Elżbietą Wichrowską), Kraków 2019, ISBN 978-83-08-06860-1.
- Portret w dawnej Polsce, Warszawa 2019, ISBN 978-83-66104-19-8.
- Mit Kenii, czyli swawola Białych, Kraków-Odonów 2020, ISBN 978-83-7730-427-3.